# Oleg (Schiff, 1904)
Die Oleg (russisch Олег) war der zweite Geschützte Kreuzer der Bogatyr-Klasse der zaristischen russischen Marine. Sie wurde kurz nach Fertigstellung im Herbst 1904 während des Russisch-Japanischen Krieges nach Ostasien entsandt und entkam beschädigt aus der Seeschlacht bei Tsushima nach Manila. Nach Kriegsende kehrte sie in die Ostsee zurück und nahm am Ersten Weltkrieg teil. Am 17. Juni 1919 wurde die inzwischen sowjetische Oleg vom britischen Schnellboot CMB-4 bei Kronstadt mit einem Torpedotreffer versenkt.

## Baugeschichte

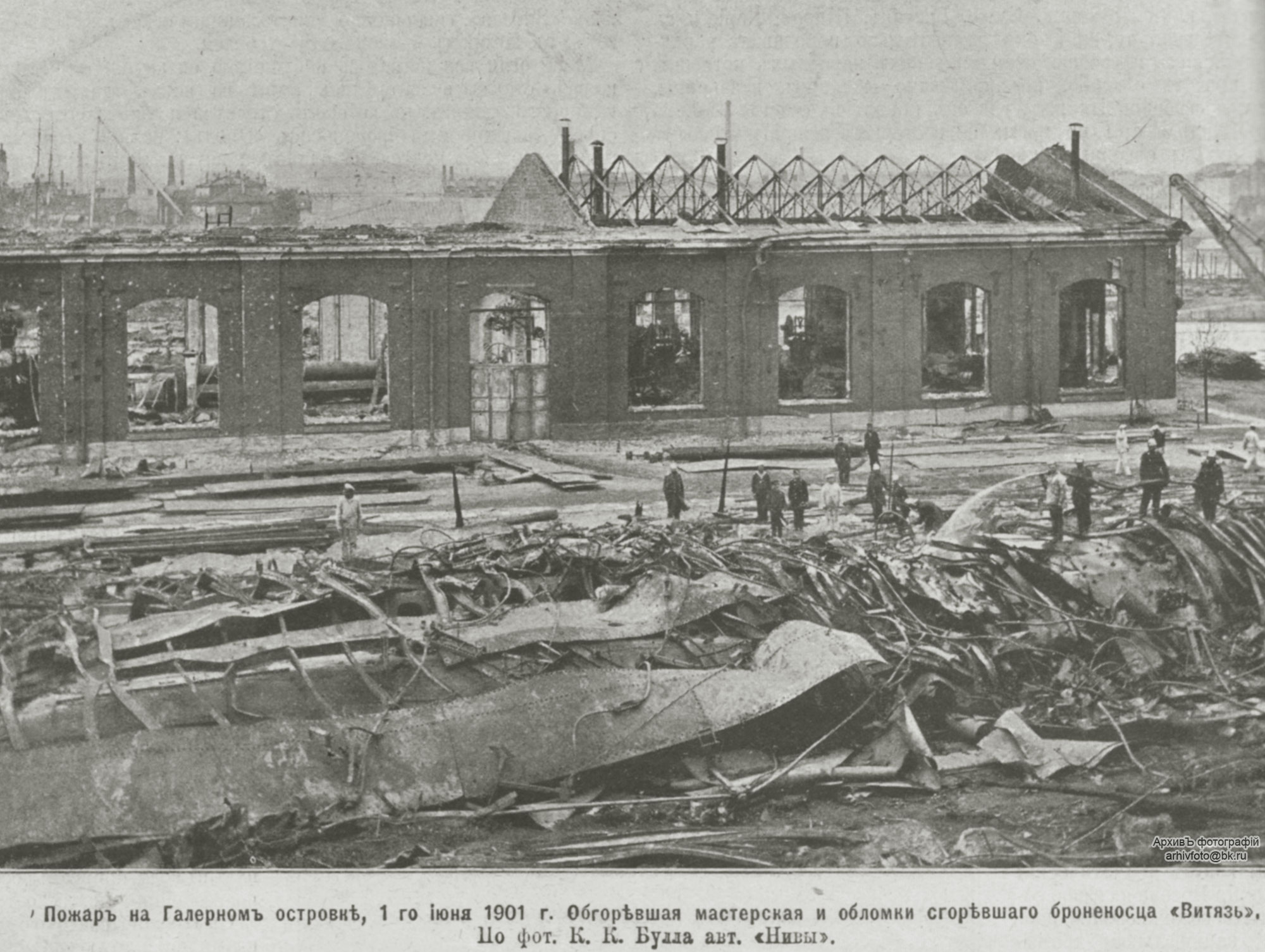
Reste der Witjas

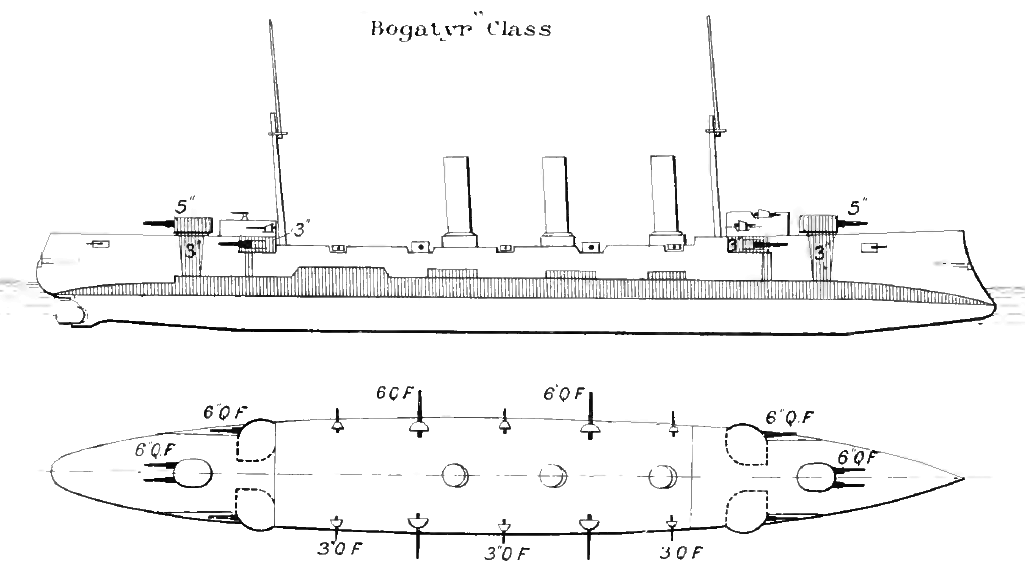
Plan der Bogatyr-Klasse aus Brassey’s 1902

Nach den Plänen der bei der Stettiner Maschinenbau-AG Vulcan im Rahmen des Flottenbauprogramms von 1898 gebauten Bogatyr  wurden schon vor deren Ablieferung vier Nachbauten auf russischen Werften in Auftrag gegeben. Zwei Schiffe wurden 1900 für die Schwarzmeerflotte geordert (Kagul und Pamiat Merkuria), aber erst 1905 und 1907 fertiggestellt. Zwei weitere wurden für die Baltische Flotte bestellt. Die zuerst begonnene Witjas wurde am 1. Juni 1901 auf den Hellingen bei einem Großbrand der Galerny-Werft in Sankt Petersburg so zerstört, dass der Abbruch erfolgte. Die Kiellegung der Oleg erfolgte erst am 6. Juli 1902 bei der Admiralitäts-Werft in Sankt Petersburg und der Stapellauf dann am 14. August 1903. Nach Beginn des Krieges mit Japan wurde sie am 24. Juni 1904 für die Baltische Flotte in Dienst gestellt.

## Einsatzgeschichte
Der Kreuzer wurde als Teil der Baltischen Flotte im Russisch-Japanischen Krieg in den Pazifik verlegt. Noch vor dem Verlassen der Ostsee erlitt die Oleg einen Maschinenschaden. Dies verzögerte ihren Ausmarsch, so dass sie erst mit einer zweiten Division am 16. November zusammen mit dem Kreuzer Isumrud, einigen Hilfskreuzer (u. a. Kuban ex Augusta Victoria, deren Schwesterschiff Terek ex Columbia, die aber eigenen Aufgaben und Routen hatten) und fünf Zerstören Libau verließ und mit einigen durch das Mittelmeer marschierte, um die Hauptflotte einzuholen.

### Schlacht bei Tsushima

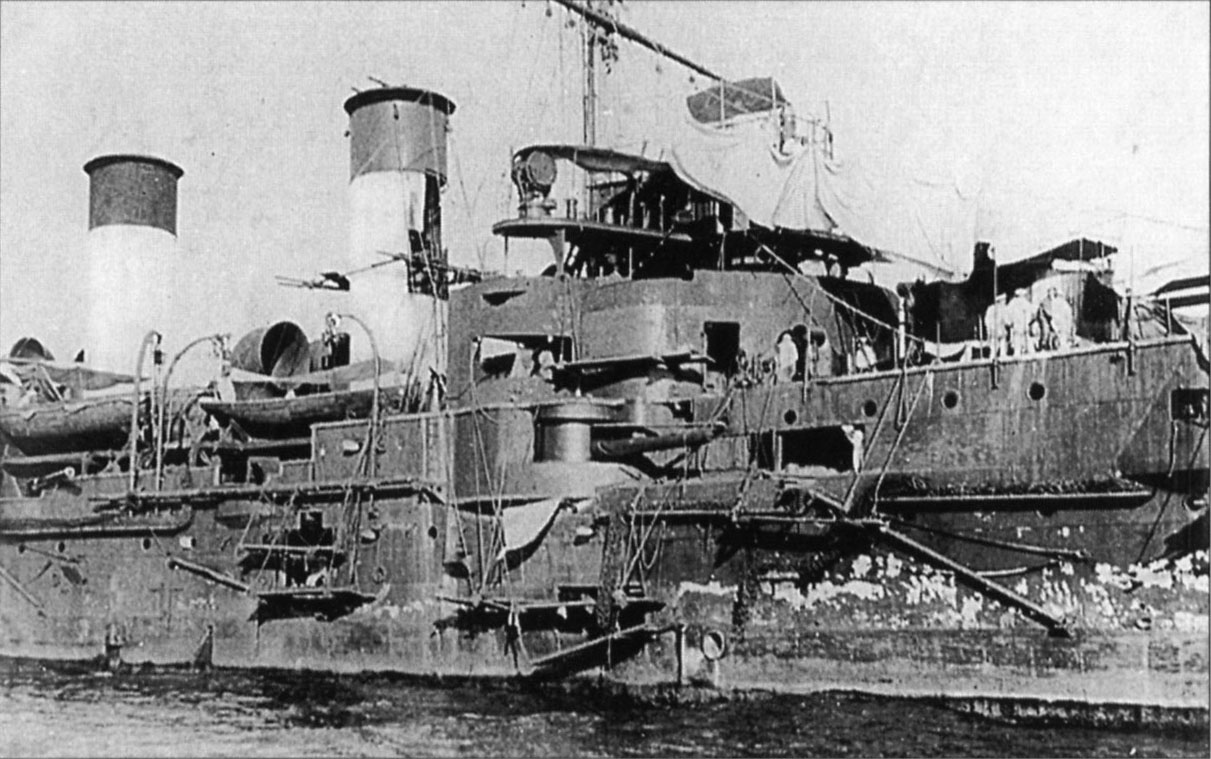
Schäden der Oleg nach Tsushima

Die Oleg war eine der modernsten Einheiten der Flotte. Sie war das Flaggschiff des Admirals Oskar Enkwist, der die Kreuzerdivision des Zweiten Pazifik-Geschwaders befehligte, der noch der Geschützte Kreuzer Aurora und die beiden alten Kreuzer Dmitri Donskoi und Wladimir Monomach angehörten.
Während der Seeschlacht bei Tsushima am 27. Mai 1905 entschied sich Enkwist, nachdem sein Flaggschiff von japanischen Kreuzern der III. und IV. Kreuzerdivision beschädigt worden war, nach Süden abzulaufen. Zusammen mit Schemtschug und Aurora konnte die Oleg entkommen und erreichte am 3. Juni Manila, wo die Schiffe von den Amerikanern interniert wurden.

### Wieder bei der Baltischen Flotte
Nach der Rückkehr in die Ostsee wurden die Bewaffnung modifiziert und die Torpedoschutznetze entfernt. Am 27. Juni 1908 bildete sie mit ihrem Schwesterschiff Bogatyr, das den Russisch-Japanischen Krieg in Wladiwostok überlebt hatte, den Linienschiffen Slawa und Zessarewitsch und dem Panzerkreuzer Admiral Makarow den russischen Flottenverband, der den auf dem Linienschiff Vérité eintreffenden französischen Staatspräsidenten Armand Fallières bei seinem Staatsbesuch in Riga begrüßte. Am 6. Oktober 1908 lief die Oleg bei Steinort auf und konnte erst am 17. Oktober wieder geborgen werden.
Auf einer Trainingsfahrt ins Mittelmeer mit Slawa, Zessarewitsch und der Bogatyr traf der russische Verband mit der britischen Atlantikflotte und der 1. Division der US-amerikanischen Atlantikflotte (vier Linienschiffe) sowie Einheiten weiterer Nationen am 31. Januar 1909 in Gibraltar zusammen. Am 20. November 1912 verließ die Oleg mit Höchstfahrt Athen nach der Meldung von der Ermordung von Christen in Jaffa.

### Erster Weltkrieg

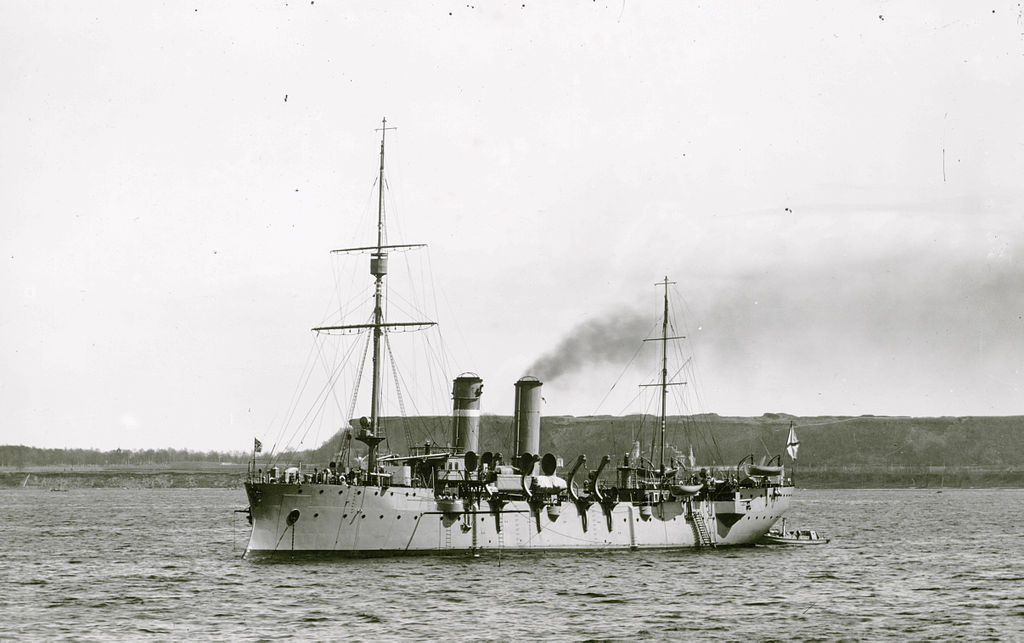
Minenleger Jenissei

Im Ersten Weltkrieg war die Oleg ein Teil der 1. Kreuzerbrigade. Am 2. September 1914 kam sie erstmals in ein Gefecht. Zusammen mit dem Schwesterschiff Bogatyr versuchte sie, den deutschen Kleinen Kreuzer Augsburg zu stellen, der sich den russischen Kreuzern jedoch entzog. Die russischen Kreuzer sicherten mehrfach offensive Minenunternehmen, so im November die Oleg mit der Bogatyr und dem Panzerkreuzer Rurik ein Unternehmen des Minenlegers Amur, der 240 Minen an der Stolpe-Bank zwischen Kolberg und Danzig verlegte. Im Januar 1915 wurden die Oleg und die Bogatyr auch selbst zum Minenlegen eingesetzt, als sie 196 Minen östlich Bornholm verlegten. In dieses Minenfeld geriet kurz darauf der deutsche Kreuzer Augsburg und fiel nach Minentreffer drei Monate aus.
Die Oleg und die Bogatyr nahmen als Teil der 1. Kreuzerbrigade, zusammen mit den beiden Panzerkreuzern Admiral Makarow (Flaggschiff von Konteradmiral Michail Bachirew) und Bajan, am sogenannten Gotland-Raid am 2. Juli 1915 teil. In einem Gefecht mit deutschen Kreuzern trieben sie den deutschen Minenkreuzer Albatross bei Östergard, Gotland auf den Strand.
Im Juni 1916 versuchte die russische Flotte Angriffe auf die deutschen Luleå-Geleitzüge vor der schwedischen Küste. Neben der Oleg, der Bogatyr und der Rurik kamen dazu vor allem eine Anzahl von Zerstörern zum Einsatz. Die drei neuen Zerstörer Nowik, Pobeditel und Grom  fanden am 14. Juni in der Nähe der Insel Gotland südöstlich von Oxelösund ein deutsches Geleit, aber der russische Befehlshaber überschätzte die Stärke der deutschen Geleitsicherung und brach das Gefecht ab. Lediglich die auf ihrem ersten Einsatz befindliche deutsche U-Boot-Falle H wurde nach einstündigem Gefecht und einem Torpedofangschuss des Zerstörers Grom versenkt. Die Oleg lief auf dem Rückmarsch am 16. Juni 1916 auf eine versenkte Bark vor Reval auf.

### Oktoberrevolution
Im August 1917 wurde die Oleg von der Mannschaft übernommen, die sich den Bolschewiki anschloss, und war aktiv an der Oktoberrevolution am 6./7. November 1917 beteiligt. Die Oleg blieb nach der Revolution in der Ostsee aktiv.
Nach der Landung der deutschen Ostsee-Division am 3. April 1918 bei Hangö und dem Abschluss des Hangö-Abkommens zwischen Konteradmiral Hugo Meurer und Vertretern des Zentrobalt (Zentralkomitee der Baltischen Flotte) organisierte der dienstälteste Offizier der Baltischen Flotte, Kapitän 1. Ranges Alexei Schtschastny (Алексей Михайлович Щастный), die Überführung der russischen Einheiten nach Kronstadt. Die Oleg gehörte zu den Schiffen, die am Eismarsch der Baltischen Flotte teilnahmen. Damit blieb Russland praktisch die gesamte Baltische Flotte erhalten.
Im November 1918 unterstützten die Oleg und die Bogatyr mit zwei Zerstörern den Einmarsch der Roten Armee nach Estland.

## Verbleib
Die Oleg beschoss im Juni 1919 die Festungswerke von Krasnaya Gorka vor Kronstadt, die von Aufständischen gehalten wurden. Der britische Marineoffizier Augustus Agar, der in Finnland stationiert war, um als Zivilist getarnt mit kleinen Schnellbooten Agenten und Nachrichten für den Geheimdienst MI6 nach Russland und zurück zu schleusen, beschloss die Verteidiger zu unterstützen und eigenmächtig die Kriegsschiffe mit Torpedos anzugreifen. Agar hatte den ausdrücklich Befehl aus London erhalten nicht anzugreifen. Ein erster Versuch eine Beschießungsgruppe der Bolschewiki mit zwei Booten anzugreifen scheiterte, als das Schnellboot CMB-7 durch eine Kollision beschädigt wurde und der Angriff abgebrochen werden musste.
Die Oleg hatte den Hafen, gesichert von vier Zerstörern, am 17. Juni verlassen, das Fort beschossen und gegen 19 Uhr das Feuer eingestellt. Agar hatte das Schiff von Land aus beobachtet und einen Angriff im Schutz der Dunkelheit geplant. Mit einem Abstand von 200 Metern zu den bolschewistischen Wachzerstörern an Back- und Steuerbord steuerte Agar das Boot CMB-4 in Richtung Oleg. Nach einer Fehlzündung der Sprengladung für den Torpedoausstoss lag CMB-4 eine Weile fast bewegungslos zwischen den Wachschiffen, bis die Ladung ersetzt war. Als die Besatzung schließlich den Motor hochfuhr um zum Angriff anzusetzen, verriet sie der Lärm und von Oleg und den Zerstörern wurde das Feuer eröffnet. Minuten später, etwa um Mitternacht, setzte CMB-4 den einzigen mitgeführten Torpedo ab und setzte sich anschließend nach Westen ab. Die Waffe traf nach Agars Angaben den Kreuzer kurz hinter dem ersten Schornstein. Die Oleg sank, die Verteidiger der Festung hatten jedoch schon Stunden zuvor aufgegeben.